# 開放病棟
開放病棟（かいほうびょうとう）とは、精神科病院において、病棟の出入り口が1日8時間以上施錠されない状態となり、入院患者や面会者が自由に出入りできる構造を有する病棟である。施錠されない時間がおおむね8時間未満であるが常時施錠でない病棟と閉鎖病棟を区別する時、準開放病棟という呼称を用いる場合がある。
入院患者は、原則として任意入院など、比較的自由度の高い入院形態で入院するものとされている。ただ、病状が安定しつつある医療保護入院の患者が開放病棟に入院しても違法ではない。もっとも、医療事故となると、予測可能性と回避可能性を十分に検討したかどうかによって、また患者にできるだけ開放的な処遇を求める精神医療の諸制度との関係で問題となることもある。措置入院などでも同様である。
こうした病棟での治療が困難な場合は、閉鎖病棟への入院が考慮される場合がある。